# کالینوو دوو
کالینوو دوو (به لهستانی:  Kalinowy Dół) یک روستا در لهستان است که در گمینا اداموو (شهرستان ووکوف) واقع شده‌است. کالینوو دوو  ۷۰ نفر جمعیت دارد.